# Cantón de Cormeilles-en-Parisis
El cantón de Cormeilles-en-Parisis era una división administrativa francesa, que estaba situada en el departamento de Valle del Oise y la región de Isla de Francia.

## Composición
El cantón estaba formado por dos comunas:
- Cormeilles-en-Parisis
- Montigny-lès-Cormeilles

## Supresión del cantón de Cormeilles-en-Parisis
En aplicación del Decreto n.º 2014-168 de 17 de febrero de 2014, el cantón de Cormeilles-en-Parisis fue suprimido el 22 de marzo de 2015 y sus 2 comunas pasaron a formar parte; una del nuevo cantón de Franconville y una del nuevo cantón de Herblay.